# Prionyx songaricus
Prionyx songaricus är en biart som först beskrevs av Eduard Friedrich Eversmann 1849.  Prionyx songaricus ingår i släktet Prionyx och familjen grävsteklar. Inga underarter finns listade i Catalogue of Life.